# François Augustin Caunois
François Augustin Caunois est un sculpteur et médailleur français né le 13 juin 1787 à Bar-le-Duc et mort le 24 juillet 1859 à Paris.
Il est le frère du sculpteur Charles Caunois (1785-1853).

## Biographie
François Augustin Caunois entre le 16 novembre 1813 aux Beaux-Arts de Paris où il est élève de Claude Dejoux. Il se fait remarquer la même année en remportant le deuxième grand prix de gravure en médailles avec le bas-relief Thésée relevant la pierre sous laquelle son père avait caché ses armes. 
Il participa aux salons parisiens de 1819 à 1850, où il obtient une médaille de deuxième classe en 1824

## Œuvres

### médailles
Les médailles constituent la majeure production de l'artiste. On lui doit par exemple des médailles commémoratives, tel que :
- Couronnement de Charles X (1830) ;
- Médaille commémorative de l'inauguration de la Colonne de Juillet (1840), Paris, place de la Bastille ;
- Fontaine Molière (1844), Paris, musée Carnavalet ;
- Lieutenance générale du duc d'Orléans (1847) ;
- Rentrée triomphale du duc d’Angoulême à la barrière de l'Étoile.

Il grave également des médailles de personnalités illustres du passé ou contemporaines :
- Voltaire
- Boileau
- Lafayette
- Pierre Bayle
- Casimir Perier
- Montesquieu
- François-Joseph Talma
- Thaddeus Kosciuszko
- Józef Antoni Poniatowski
- Jean Victor Marie Moreau
- Maximilien Sébastien Foy
- Fénelon
- Michel de L'Hospital
- Jean-Baptiste Massillon
- Georges Cuvier
- André Dupin
- Louis II de Bourbon-Condé
- Philippe Néricault Destouches

En tant que médailleur, Caunois participe à plusieurs concours monétaires. On lui connaît un essai pour le concours de 1830 (pièce de 100 Francs à l’effigie de Louis-Philippe Ier). De même, il fait partie des 25 graveurs qui participent au concours monétaire de 1848 pour lequel il s'agissait de créer de nouvelles pièces de 20 francs, 5 francs, et 10 centimes. François Augustin Caunois y propose une pièce de 5 francs, mais c'est le projet d'Eugène-André Oudiné qui est retenu.

### Bustes
Pour la sculpture, François Caunois réalise surtout des bustes officiels, notamment : 
- Buste du Prince Poniatowski, galerie des Batailles du château de Versailles ;
- Buste d'Horace Vernet, musée des Beaux-Arts de Rouen ;
- Buste du général Drouot, Salon de 1850, Bar-le-duc, Musée Barrois.

### Statues
- Jeune Spartiate vouant son bouclier à sa patrie, dont le modèle en plâtre fut présenté au Salon de 1819 et le marbre au Salon de 1836. Ce dernier, acheté par l'État en 1852 est conservé à Amiens au musée de Picardie.
- Sainte Marguerite d'Écosse, ornant le portique latéral de gauche de l'église de la Madeleine à Paris.
- Statue de Charles Le Brun, façade de l'ancien hôtel de ville de Paris.

Œuvres de François Augustin Caunois
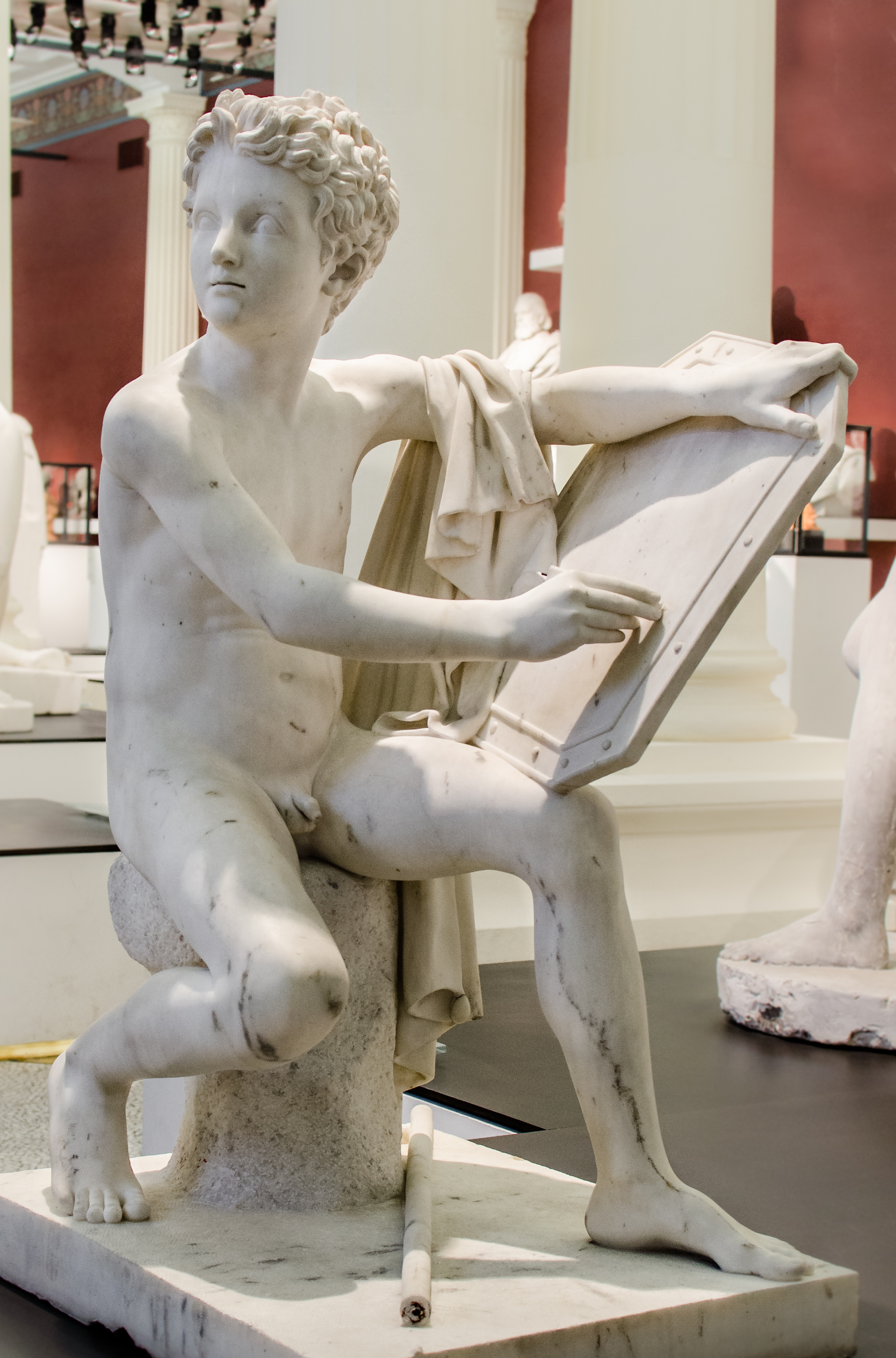
Jeune Spartiate vouant son bouclier à sa patrie (1836), Amiens, musée de Picardie.
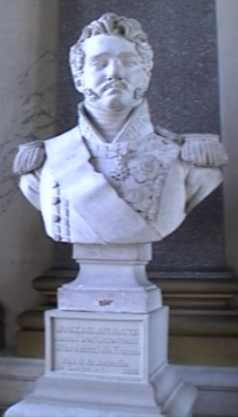
Buste de Józef Antoni Poniatowski (1763-1813), galerie des Batailles du château de Versailles.
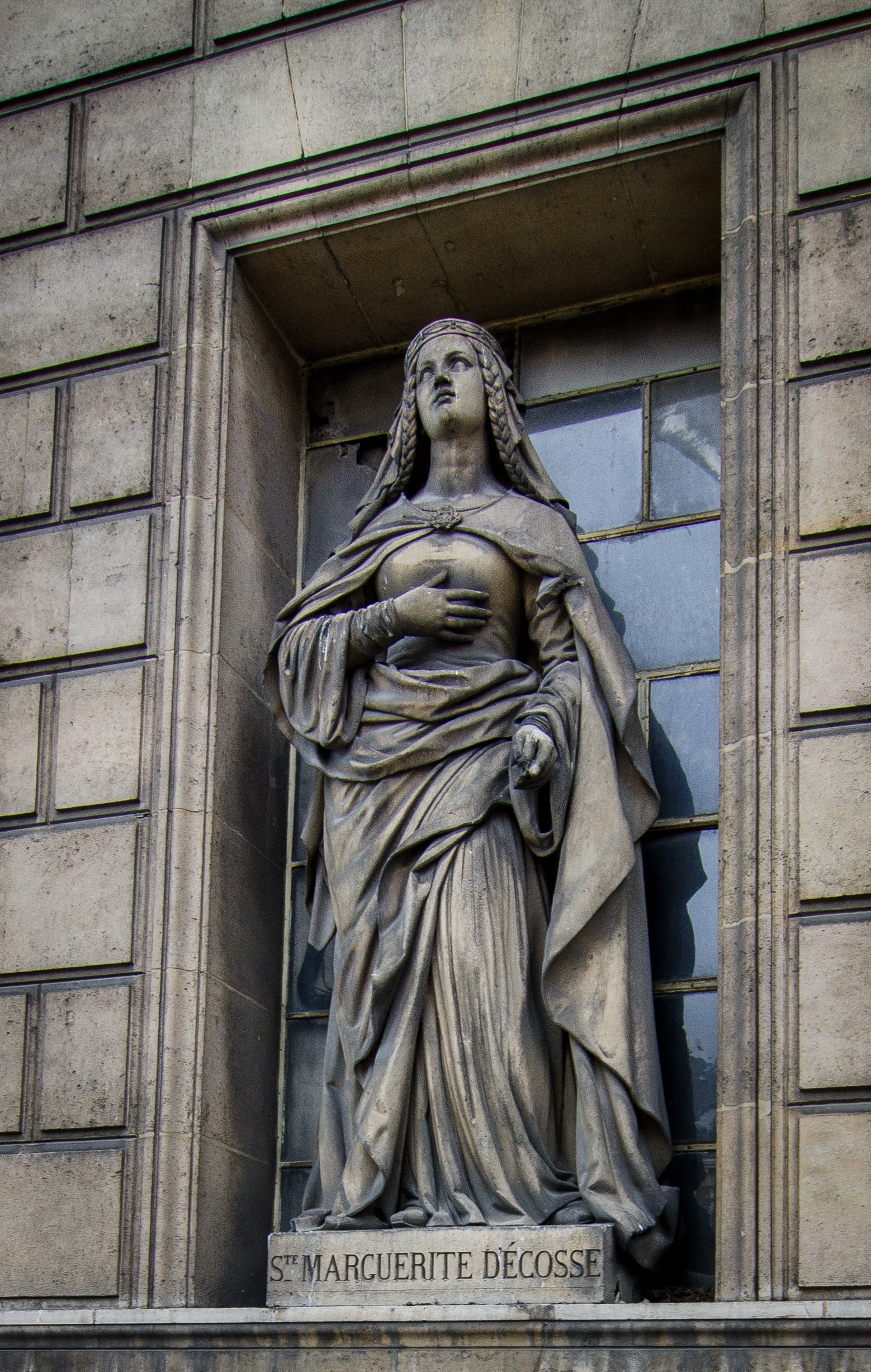
Sainte Marguerite d'Écosse (1045-1093), Paris, église de la Madeleine.